# Александър Друз
Александър Друз (на руски: Алекса́ндр Абра́мович Друзь) е магистър на руската игра „Какво? Къде? Кога?“ (на руски: Что? Где? Когда?), директор на Санктпетербургския филиал на Международната асоциация на клубовете ККК, инженер по образование.
В телевизонното състезание Какво? Къде? Кога? за първи път се появява през 1981 г. и оттогава играе без прекъсване, което е своеобразен рекорд на играта.
Пет пъти е награждаван с отличието „Кристална сова“ като най-добър играч на интелектуалния клуб (1990, 1992, 1995, 2000, 2006, 2011). През 1995 г. е избран за първи магистър в историята на телевизионната игра. През 2011 година става носител и на „Диамантената сова“.
Капитан на отбора „Троярд“ по спортната версия на Какво? Къде? Кога?, с чийто състав побеждава на Световния шампионат по ККК през 2002 г.
Шампион в телевизионната версия на Брейн-ринг през 1990, 1991, 1994 г. Става шампион и в телевизионната игра Своя игра (2003).
Александър Друз е автор и водещ на интелектуални игри и познавателни програми на различни телевизионни канали.
Женен е и има две дъщери: Инна и Марина, които също играят в „Какво?Къде?Кога?“ и са награждавани с „Кристална сова“.